# 帝人三原男子バレーボール部
帝人三原男子バレーボール部（ていじんみはら だんしバレーボールぶ）は、かつて帝人三原工場で活動していた男子実業団バレーボールチームである。

## 歴史
チーム創設は1937年（昭和12年）頃とされる。戦後（昭和20年代）に本格的に活動を開始、コーチに和田助則や長崎重芳を招聘した。
1951年6月、全日本実業団選手権大会に初出場し3位入賞。1953年10月には第8回国民体育大会に初出場し、ベスト8に入った。こうした強化策が実を結び、1956年7月の全日本実業団選手権で初の全国制覇を勝ち取る。1962年にも全日本総合で全国制覇を果たす。
1963年、小瀬戸俊昭が全日本に招集され、翌年の東京オリンピックにおいて銅メダル獲得に貢献した。1969年には第1回実業団リーグが始まり、18回連続出場している。
1984年、帝人は構造不況業種である繊維業界にあり経営状態が芳しくなかったことから、各工場にあったバレーボール部を廃し、三原工場の本チームのみを存続させた。これを期にチーム名を帝人三原から帝人に改称している。
1987年5月、帝人はついに三原工場男子バレーボール部も廃部とした。主力選手であった浅井良彦は松下電器に移籍、多くは社業専念となり40年に及ぶチームの歴史に幕を閉じた。

## 成績

### 主な成績
実業団リーグ
- 準優勝 1回（1980年度）

全日本総合（9人制）
- 優勝 1回（1962年度）

### 年度別成績
| 大会名       | 大会名           | 順位   | 参加チーム数 | 試合数 | 勝 | 敗 | 勝率  |
| ------------ | ---------------- | ------ | ------------ | ------ | -- | -- | ----- |
| 実業団リーグ | 第1回 (1969/70)  | 6位    | 6チーム      | 10     | 2  | 8  | 0.200 |
| 実業団リーグ | 第2回 (1970/71)  | 5位    | 6チーム      | 10     | 2  | 8  | 0.200 |
| 実業団リーグ | 第3回 (1971/72)  | 4位    | 6チーム      | 10     | 3  | 7  | 0.300 |
| 実業団リーグ | 第4回 (1972/73)  | 6位    | 6チーム      | 10     | 1  | 9  | 0.100 |
| 実業団リーグ | 第5回 (1973/74)  | 4位    | 6チーム      | 10     | 3  | 7  | 0.300 |
| 実業団リーグ | 第6回 (1974/75)  | 3位    | 6チーム      | 10     | 5  | 5  | 0.500 |
| 実業団リーグ | 第7回 (1975/76)  | 5位    | 6チーム      | 10     | 4  | 6  | 0.400 |
| 実業団リーグ | 第8回 (1976/77)  | 6位    | 6チーム      | 10     | 2  | 8  | 0.200 |
| 実業団リーグ | 第9回 (1977/78)  | 4位    | 6チーム      | 10     | 5  | 5  | 0.500 |
| 実業団リーグ | 第10回 (1978/79) | 6位    | 6チーム      | 10     | 0  | 10 | 0.000 |
| 実業団リーグ | 第11回 (1979/80) | 4位    | 6チーム      | 10     | 5  | 5  | 0.500 |
| 実業団リーグ | 第12回 (1980/81) | 準優勝 | 6チーム      | 10     | 7  | 3  | 0.700 |
| 実業団リーグ | 第13回 (1981/82) | 3位    | 6チーム      | 10     | 6  | 4  | 0.600 |
| 実業団リーグ | 第14回 (1982/83) | 5位    | 6チーム      | 10     | 3  | 7  | 0.300 |
| 実業団リーグ | 第15回 (1983/84) | 4位    | 8チーム      | 14     | 7  | 7  | 0.500 |
| 実業団リーグ | 第16回 (1984/85) | 5位    | 8チーム      | 14     | 5  | 9  | 0.357 |
| 実業団リーグ | 第17回 (1985/86) | 5位    | 8チーム      | 14     | 7  | 7  | 0.500 |
| 実業団リーグ | 第18回 (1986/87) | 5位    | 8チーム      | 14     | 5  | 9  | 0.357 |

## 選手・スタッフ
活動を休止した1986年度の選手・スタッフは下記の通り。

### 選手
| 背番号 | 名前     | 年齢 | 国籍 | Position | 備考           |
| ------ | -------- | ---- | ---- | -------- | -------------- |
| 1      | 春名秀人 | 30   | 日本 | レフト   |                |
| 2      | 浅井良彦 | 28   | 日本 | レフト   | 主将           |
| 3      | 幡地泰則 | 27   | 日本 | センター |                |
| 4      | 渡辺誠   | 26   | 日本 | セッター |                |
| 5      | 笹山優治 | 25   | 日本 | セッター |                |
| 7      | 漆本憲二 | 24   | 日本 | レフト   |                |
| 9      | 植村敬太 | 22   | 日本 | ライト   |                |
| 11     | 大宅弘明 | 21   | 日本 | レフト   |                |
| 12     | 長田政利 | 20   | 日本 | センター |                |
| 13     | 西岡成二 | 20   | 日本 | センター |                |
| 14     | 冠野直輝 | 20   | 日本 | レフト   | トレーナー兼任 |
| 15     | 矢野宏文 | 33   | 日本 | センター | コーチ兼任     |
| 17     | 沖山勇次 | 19   | 日本 | レフト   |                |
| 18     | 広瀬康弘 | 19   | 日本 | センター | トレーナー兼任 |

### スタッフ
| 役職         | 名前     | 国籍 | 備考     |
| ------------ | -------- | ---- | -------- |
| 部長         | 神山幸信 | 日本 |          |
| 監督         | 築地輝雄 | 日本 |          |
| コーチ       | 矢野宏文 | 日本 | 選手兼任 |
| トレーナー   | 冠野直輝 | 日本 | 選手兼任 |
| トレーナー   | 広瀬康弘 | 日本 | 選手兼任 |
| マネージャー | 東立郎   | 日本 |          |

## 在籍していた主な選手
- 小泉忠直
- 小瀬戸俊昭
- 春名秀人
- 柳本晶一